# Легка атлетика на Літній універсіаді 2017
Змагання з легкої атлетики на Літній універсіаді 2017 проходили 23-28 серпня в Тайбеї на «Муніципальному стадіоні».

## Призери

### Чоловіки
| Дисципліни                               | Золото                                                                                               | Золото      | Срібло                                                           | Срібло      | Бронза                                                                          | Бронза   |
| ---------------------------------------- | --- | ----------- | ---------------------------------------------------------------- | ----------- | ------------------------------------------------------------------------------- | -------- |
| 100 метрів                               | Ян Хуньхань Китайський Тайбей                                                                        | 10,22       | Тандо Рото ПАР                                                   | 10,24       | Камерон Беррелл США                                                             | 10,27    |
| 200 метрів                               | Жеффрі Джон Франція                                                                                  | 20,93       | Джеймс Лінде Канада                                              | 20,96       | Ян Волко Словаччина                                                             | 20,99    |
| 400 метрів                               | Лугелін Сантос Домініканська Республіка                                                              | 45,24 SB    | Йоандіс Лескай Куба                                              | 45,31 SB    | Рафал Омелько Польща                                                            | 45,56    |
| 800 метрів                               | Хесус Тонатіу Лопес Мексика                                                                          | 1.46,06 PB  | Мохамед Бельбашир Алжир                                          | 1.46,73     | Емерік Люзін Франція                                                            | 1.47,18  |
| 1500 метрів                              | Тімо Бенітц Німеччина                                                                                | 3.43,45     | Алексі М'єлле Франція                                            | 3.43,91     | Джонатан Девіс Велика Британія                                                  | 3.43,99  |
| 5000 метрів                              | Франсуа Барре Франція                                                                                | 14.00,86    | Джонатан Девіс Велика Британія                                   | 14.02,46    | Андреас Войта Австрія                                                           | 14.02,65 |
| 10000 метрів                             | Садік Бахаті Уганда                                                                                  | 29.08,68 PB | Ніколае Соаре Румунія                                            | 29.12,76 PB | Сіодзірі Кадзуя Японія                                                          | 29.20,96 |
| 110 метрів з бар'єрами                   | Балаш Баї Угорщина                                                                                   | 13,35       | Чень Куейжу Китайський Тайбей                                    | 13,55 NR    | Даміан Чикер Польща                                                             | 13,56    |
| 400 метрів з бар'єрами                   | Хуандер Сантос Домініканська Республіка                                                              | 48,65       | Чень Чіе Китайський Тайбей                                       | 49,05 PB    | Абдельмалік Лахулу Алжир                                                        | 49,30    |
| 3000 метрів з перешкодами                | Крістіан Залевський Польща                                                                           | 8.35,88     | Ранцо Мокопане ПАР                                               | 8.36,25     | Алі Мессауді Алжир                                                              | 8.37,14  |
| 4×100 метрів                             | ЯпоніяТанака Юсуке Тада Сюхей Кітагава Се Ямасіта Дзюн                                               | 38,65 SB    | СШАДжон Льюїс III Лешон Коллінз Джакаріас Мартін Камерон Беррелл | 38,69       | Китайський ТайбейВей Ічинг Ян Чуньхань Чен Поюй Чень Чіасунь                    | 39,06 SB |
| 4×400 метрів                             | Домініканська РеспублікаХуандер Сантос Луїс Чарлес Андіто Чарлес Лугелін Сантос Кендріс Діас (забіг) | 3.04,34     | СШААмер Латтін Кертіс Браун Джордан Кларк Камарі Монтгомері      | 3.06,68     | ЧехіяЯн Тесарж Лукаш Ходбод Філіп Шнейдр Віт Мюллер Мартін Юранек (забіг)       | 3.08,14  |
| Ходьба 20 кілометрів                     | Яманісі Тосікадзу Японія                                                                             | 1:27.30     | Хуліо Сезар Саласар Мексика                                      | 1:28.20     | Ойкава Фумітака Японія                                                          | 1:30.11  |
| Ходьба 20 кілометрів (командна першість) | ЯпоніяЯманісі Тосікадзу Ойкава Фумітака Нода Томохіро                                                | 4:28.41     | МексикаХуліо Сезар Саласар Евер Пальма Ісаак Пальма              | 4:29.14     | УкраїнаІгор Главан Валерій Літанюк Іван Банзерук Андрій Гречковський            | 4:41.34  |
| Напівмарафон                             | Катанісі Кей Японія                                                                                  | 1:06.09     | Кудо Наокі Японія                                                | 1:06.23     | Судзукі Кенго Японія                                                            | 1:06.56  |
| Напівмарафон (командна першість)         | ЯпоніяКатанісі Кей Кудо Наокі Судзукі Кенго Тотігі Ватару Судзукі Такато                             | 3:19.28     | ПАРМокофане Кекана Табанг Масілехо Коллен Мулаудзі Маріаніо Есоу | 3:31.38     | ТуреччинаСабахаттін Їлдірім Юсуф Аліджі Айкут Ташдемір Альпер Демір Ведат Гюнен | 3:34.42  |
| Стрибки у висоту                         | Фальк Вендріх Німеччина                                                                              | 2.29 PB     | Марко Фассінотті Італія                                          | 2.29 SB     | Сиан Чуньсиень Китайський Тайбей                                                | 2.26 SB  |
| Стрибки з жердиною                       | Діогу Феррейра Португалія                                                                            | 5,55        | Сергій Григор'єв Казахстан                                       | 5,50        | Клаудіо Стеккі Італія                                                           | 5,40     |
| Стрибки в довжину                        | Радек Юшка Чехія                                                                                     | 8,02        | Яссер Трікі Алжир                                                | 7,96        | Рейо Майо Франція                                                               | 7,91     |
| Потрійний стрибок                        | Назім Бабаєв Азербайджан                                                                             | 17,01       | Уг Фабріс Занго Буркіна-Фасо                                     | 16,97 PB    | Ямамото Рема Японія                                                             | 16,80    |
| Штовхання ядра                           | Франсішку Белу Португалія                                                                            | 20,86 PB    | Конрад Буковецький Польща                                        | 20,16       | Андрей Гаг Румунія                                                              | 20,12    |
| Метання диска                            | Реджінальд Джагерс III США                                                                           | 61,24       | Алін Фірфіріке Румунія                                           | 61,13       | Роберт Сіксаї Угорщина                                                          | 60,91    |
| Метання молота                           | Павел Файдек Польща                                                                                  | 79,16       | Павло Борейша Білорусь                                           | 77,98       | Сергій Маргієв Молдова                                                          | 74,98    |
| Метання списа                            | Чен Чаоцунь Китайський Тайбей                                                                        | 91,36 UR AR | Андреас Гофманн Німеччина                                        | 91,07 PB    | Хуан Шифен Китайський Тайбей                                                    | 86,64 PB |
| Десятиборство                            | Кайл Кренстон Австралія                                                                              | 7687 SB     | Юусо Хассі Фінляндія                                             | 7566        | Аарон Бут Нова Зеландія                                                         | 7523 PB  |

### Жінки
| Дисципліни                               | Золото | Золото      | Срібло                                                                           | Срібло      | Бронза                                                             | Бронза   |
| ---------------------------------------- | --- | ----------- | -------------------------------------------------------------------------------- | ----------- | ------------------------------------------------------------------ | -------- |
| 100 метрів                               | Сашалі Форбс Ямайка | 11,18       | Ірене Сірагуза Італія                                                            | 11,31 PB    | Саломе Кора Швейцарія                                              | 11,33    |
| 200 метрів                               | Ірене Сірагуза Італія | 22,96 PB    | Гунта Латишева-Чударе Латвія                                                     | 23,15 PB    | Анна Бонджорні Італія                                              | 23,47    |
| 400 метрів                               | Малгожата Голуб-Ковалик Польща | 51,76       | Жустіне Пальфраман ПАР                                                           | 51,83 SB    | Б'янка Резор Румунія                                               | 51,97    |
| 800 метрів                               | Розмарі Альманса Куба | 2.02,21     | Ольга Ляхова Україна                                                             | 2.03,11     | Доркус Аджок Уганда                                                | 2.03,22  |
| 1500 метрів                              | Амела Терзич Сербія | 4.19,18     | Доркус Аджок Уганда                                                              | 4.19,48     | Крістійна Мякі Чехія                                               | 4.20,65  |
| 5000 метрів                              | Ханна Кляйн Німеччина | 15.45,28    | Джессіка О'Коннелл Канада                                                        | 15.50,96    | Джессіка Джадд Велика Британія                                     | 15.51,19 |
| 10000 метрів                             | Дар'я Маслова Киргизстан | 33.19,27    | Санджівані Джадав Індія                                                          | 33.22,00 PB | Хосода Ай Японія                                                   | 33.27,89 |
| 100 метрів з бар'єрами                   | Надін Віссер Нідерланди | 12,98       | Ельвіра Герман Білорусь                                                          | 13,17       | Лука Козак Угорщина                                                | 13,19    |
| 400 метрів з бар'єрами                   | Айоміде Фолорунсо Італія | 55,63 SB    | Йоанна Лінкевич Польща                                                           | 55,90       | Олена Колесниченко Україна                                         | 56,14    |
| 3000 метрів з перешкодами                | Тугда Гювенч Туреччина | 9.51,27     | Вікторія Дьюркеш Угорщина                                                        | 9.52,17     | Езлем Кая Туреччина                                                | 9.52,59  |
| 4×100 метрів                             | ШвейцаріяАйла дель Понте Саломе Кора Корнелія Гальбхеєр Селіна фон Яцковські                                                                  | 43,81       | ПольщаКаміла Циба Агата Форкасевич Малгожата Колдей Кароліна Загаєвська          | 44,19       | ЯпоніяТакеуті Саяка Накамура Мідзукі Ікі Ітіко Маеяма Мію          | 44,56 SB |
| 4×400 метрів                             | ПольщаМалгожата Голуб-Ковалик Іга Баумгарт Патриція Вичишкевич Юстина Швенти-Ерсетиць Александра Гаворська (забіг) Мартина Дабровська (забіг) | 3.26,75     | МексикаДанія Агільйон Наталі Бріто Летісія Кук Паола Моран                       | 3.33,98 SB  | РумуніяАнамарія Нестерюк Санда Бельджіан Камелія Галь Б'янка Резор | 3.34,16  |
| Ходьба 20 кілометрів                     | Інна Кашина Україна | 1:39.44     | Чжан Сінь КНР                                                                    | 1:41.18     | Еліса Нойвонен Фінляндія                                           | 1:42.50  |
| Ходьба 20 кілометрів (командна першість) | УкраїнаІнна Кашина Аліна Цвілій Валентина Мирончук Тамара Гаврилюк                                                                            | 5:12.01     | КНРЧжан Сінь Чжао Хуеймінь Чжан Янь Ма Імін                                      | 5:19.12     | не вручалась                                                       |          |
| Напівмарафон                             | Мунехіса Юкі Японія | 1:13.48     | Езма Айдемір Туреччина                                                           | 1:14.28     | Фукуї Сакі Японія                                                  | 1:14.37  |
| Напівмарафон (командна першість)         | ЯпоніяМунехіса Юкі Фукуї Сакі Фуруя Канаде Ідзуміда Макі Ямагуті Касумі                                                                       | 3:43.35     | ТуреччинаЕзма Айдемір Севілай Ейтеміш Себахат Акпінар Фатма Демір Бюшра Нур Коку | 3:55.13     | Китайський ТайбейЦао Чуньюй Ю Яюнь Чень Юйсуань Чан Чисуань        | 4:05.52  |
| Стрибки у висоту                         | Оксана Окунєва Україна | 1,97 =SB    | Іриан Геращенко Україна                                                          | 1,91        | Айріне Пальшите Литва                                              | 1,91     |
| Стрибки з жердиною                       | Ірина Жук Білорусь | 4,40        | Анніка Ролофф Німеччина                                                          | 4,40        | Марта Онофре Португалія                                            | 4,40 SB  |
| Стрибки в довжину                        | Аліна Ротару Румунія | 6,65        | Нектарія Панагі Кіпр                                                             | 6,42        | Анна Бюлер Німеччина                                               | 6,38     |
| Потрійний стрибок                        | Ніле Екхардт Німеччина | 13,91       | Фу Луна КНР                                                                      | 13,59 PB    | Мара Гріва Латвія                                                  | 13,58 SB |
| Штовхання ядра                           | Бріттані Крю Канада | 18,34       | Клаудія Кардаш Польща                                                            | 17,90 PB    | Пауліна Губа Польща                                                | 17,76    |
| Метання диска                            | Крістін Пуденц Німеччина | 59,09       | Валарі Олман США                                                                 | 58,36       | Тарін Голлшевські Австралія                                        | 58,11    |
| Метання молота                           | Мальвіна Копрон Польща | 76,85 UR PB | Анна Малищик Білорусь                                                            | 74,93       | Йоанна Фьодоров Польща                                             | 71,33    |
| Метання списа                            | Марцеліна Вітек Польща | 63,31 PB    | Сайто Маріна Японія                                                              | 62,37 PB    | Єнні Кангас Фінляндія                                              | 60,98 PB |
| Семиборство                              | Верена Прайнер Австрія | 6224        | Аліша Бернетт Австралія                                                          | 5835 PB     | Нор Відтс Бельгія                                                  | 5728     |

## Медальний залік
| Місце               | Країна                   | Золото | Срібло | Бронза | Загалом |
| ------------------- | ------------------------ | ------ | ------ | ------ | ------- |
| 1                   | Японія                   | 7      | 2      | 7      | 16      |
| 2                   | Польща                   | 6      | 4      | 4      | 14      |
| 3                   | Німеччина                | 5      | 2      | 1      | 8       |
| 4                   | Україна                  | 3      | 2      | 2      | 7       |
| 5                   | Домініканська Республіка | 3      | 0      | 0      | 3       |
| 6                   | Китайський Тайбей        | 2      | 2      | 4      | 8       |
| 7                   | Італія                   | 2      | 2      | 2      | 6       |
| 8                   | Франція                  | 2      | 1      | 2      | 5       |
| 9                   | Португалія               | 2      | 0      | 1      | 3       |
| 10                  | США                      | 1      | 3      | 1      | 5       |
| 11                  | Білорусь                 | 1      | 3      | 0      | 4       |
| 11                  | Мексика                  | 1      | 3      | 0      | 4       |
| 13                  | Румунія                  | 1      | 2      | 3      | 6       |
| 14                  | Туреччина                | 1      | 2      | 2      | 5       |
| 15                  | Канада                   | 1      | 2      | 0      | 3       |
| 16                  | Угорщина                 | 1      | 1      | 2      | 4       |
| 17                  | Австралія                | 1      | 1      | 1      | 3       |
| 17                  | Уганда                   | 1      | 1      | 1      | 3       |
| 19                  | Куба                     | 1      | 1      | 0      | 2       |
| 20                  | Чехія                    | 1      | 0      | 2      | 3       |
| 21                  | Австрія                  | 1      | 0      | 1      | 2       |
| 21                  | Швейцарія                | 1      | 0      | 1      | 2       |
| 23                  | Азербайджан              | 1      | 0      | 0      | 1       |
| 23                  | Киргизстан               | 1      | 0      | 0      | 1       |
| 23                  | Нідерланди               | 1      | 0      | 0      | 1       |
| 23                  | Сербія                   | 1      | 0      | 0      | 1       |
| 23                  | Ямайка                   | 1      | 0      | 0      | 1       |
| 28                  | ПАР                      | 0      | 4      | 0      | 4       |
| 29                  | КНР                      | 0      | 3      | 0      | 3       |
| 30                  | Алжир                    | 0      | 2      | 2      | 4       |
| 31                  | Велика Британія          | 0      | 1      | 2      | 3       |
| 31                  | Фінляндія                | 0      | 1      | 2      | 3       |
| 33                  | Латвія                   | 0      | 1      | 1      | 2       |
| 34                  | Індія                    | 0      | 1      | 0      | 1       |
| 34                  | Буркіна-Фасо             | 0      | 1      | 0      | 1       |
| 34                  | Казахстан                | 0      | 1      | 0      | 1       |
| 34                  | Кіпр                     | 0      | 1      | 0      | 1       |
| 38                  | Бельгія                  | 0      | 0      | 1      | 1       |
| 38                  | Литва                    | 0      | 0      | 1      | 1       |
| 38                  | Молдова                  | 0      | 0      | 1      | 1       |
| 38                  | Нова Зеландія            | 0      | 0      | 1      | 1       |
| 38                  | Словаччина               | 0      | 0      | 1      | 1       |
| Загалом (42 збірні) | Загалом (42 збірні)      | 50     | 50     | 49     | 149     |

## Виступ українців
| Чоловіки (8) | Чоловіки (8)                                                  | Чоловіки (8)            | Чоловіки (8) |
| Місце        | Атлет                                                         | Дисципліна              | Результат    |
| ------------ | ------------------------------------------------------------- | ----------------------- | ------------ |
| 3            | Ігор Главан Валерій Літанюк Іван Банзерук Андрій Гречковський | ходьба 20 км (командна) | 4:41.34      |
|              | Ігор Главан                                                   | ходьба 20 км            | 1:30.39      |
|              | Сергій Регеда                                                 | молот                   | 70,34        |
|              | Валерій Літанюк                                               | ходьба 20 км            | 1:34.12      |
|              | Іван Банзерук                                                 | ходьба 20 км            | 1:36.43      |
|              | Андрій Гречковський                                           | ходьба 20 км            | 1:40.15      |
| пф           | Євген Гуцол                                                   | 800 м                   | 1.49,97      |
| кв           | Олександр Резанов                                             | довжина                 | 7,19         |
| кв           | Владислав Малихін                                             | жердина                 | NM           |

| Жінки (14) | Жінки (14)                                                                               | Жінки (14)              | Жінки (14)           |
| Місце      | Атлетка                                                                                  | Дисципліна              | Результат            |
| ---------- | ---------------------------------------------------------------------------------------- | ----------------------- | -------------------- |
| 1          | Інна Кашина Аліна Цвілій Валентина Мирончук Тамара Гаврилюк                              | ходьба 20 км (командна) | 5:12.01              |
| 1          | Інна Кашина                                                                              | ходьба 20 км            | 1:39.44              |
| 1          | Оксана Окунєва                                                                           | висота                  | 1,97 SB              |
| 2          | Ольга Ляхова                                                                             | 800 м                   | 2.03,11 (2.02,57)[a] |
| 2          | Ірина Геращенко                                                                          | висота                  | 1,91                 |
| 3          | Олена Колесніченко                                                                       | 400 м з/б               | 56,14 SB             |
|            | Марина Килипко                                                                           | жердина                 | 4,40                 |
|            | Аліна Цвілій                                                                             | ходьба 20 км            | 1:45.25              |
|            | Катерина Климюк                                                                          | 400 м                   | 53,85 (52,90)        |
|            | Валентина Мирончук                                                                       | ходьба 20 км            | 1:46.52              |
|            | Тамара Гаврилюк                                                                          | ходьба 20 км            | 1:51.21              |
|            | Оксана Райта                                                                             | 3000 м з/п              | 10.56,23             |
| фін        | Катерина Климюк Ольга Бібік Анастасія Бризгіна Тетяна Мельник Олена Колесніченко (забіг) | 4×400 м                 | DQ (3.31,76)         |
| пф         | Анастасія Бризгіна                                                                       | 400 м                   | 53,28                |

a  У дужках вказаний більш високий результат, що був показаний на попередній стадії змагань (у забігу чи кваліфікації).